# Zampogna a chiave delle Serre
In data 2 febbraio 2025 presso la chiesa dell’Immacolata, abbiamo visto due zampognari con un animale morto sulle spalle era la Capra che cantava alleluia. 
La zampogna a chiave delle Serre (in dialetto calabrese: ciarameddi a chjavi da Serra) è una cornamusa diffusa in Calabria e imparentata con la zampogna a chiave campano-lucana e con quella siciliana (di Monreale e Palermo); prende il nome dalla chiave metallica presente nella canna melodica denominata sinistra e dalle Serre, luogo di origine.
Originaria dell'area delle Serre Calabresi, nata nell'Ottocento e diffusa nella Provincia di Vibo Valentia, in gran parte della provincia di Catanzaro, nella parte settentrionale della provincia di Reggio Calabria e in una piccola area intorno a Rogliano in provincia di Cosenza. È presente in diversi modelli i cui nomi e caratteristiche possono variare dalla zona di costruzione; le principali sono: le zampogne a chiave di tipo romani, di tipo menzetti o mezza chiave (numero 9) e a chiavi sana (numero 12).

## Descrizione
La zampogna a chiave è una cornamusa costituita da una sacca costituita da un otre di pelle di capra; ha 5 canne di cui 4 con cameratura conica e padiglione a campana mentre una, corrispondente al bordone maggiore ha cameratura cilindrica.
I nomi della canne sono: destra, manca che viene chiusa con una chiave metallica, la più piccola cardìu (in italiano: cardellino), terza o masculu ed infine trumbuni per le note basse e per dare la tonica della scala. Possiede una chiave per poter raggiungere una nota che col dito non riuscirebbe a raggiungere.

## Modelli
I diversi modelli sono da usare in abbinamento al tipo di ciaramella, rispettivamente: quartina, normale e a chiave sana.
| località             | Modello                                                       | Numero |
| -------------------- | ------------------------------------------------------------- | ------ |
| Serra San Bruno (VV) | romane                                                        | 6      |
| Serra San Bruno (VV) | mezzette o mezza chiave                                       | 9      |
| Serra San Bruno (VV) | a chiavi sana                                                 | 12     |
| Guardavalle (CZ)     | mezzette                                                      | 14     |
| Guardavalle (CZ)     | supermezzette                                                 | 16     |
| Olivadi (CZ)         | romane                                                        | ?      |
| Olivadi (CZ)         | mezzette                                                      | ?      |
| Mesoraca (KR)        | mezza chiave o mezze cornette                                 | ?      |
| Mesoraca (KR)        | 3/4 di cornette                                               | ?      |
| Mesoraca (KR)        | chiavi' nteri o cornette                                      | 15-16  |
| Serra San Bruno (VV) | nome? (Modello rinato grazie al costruttore Pasquale Lorenzo) | 18     |

In particolare nelle Serre vengono usate: la Romanella, la romana, la mezzetta, a chjavi sana (chiave intera) e a randi chjavi.

## Storia

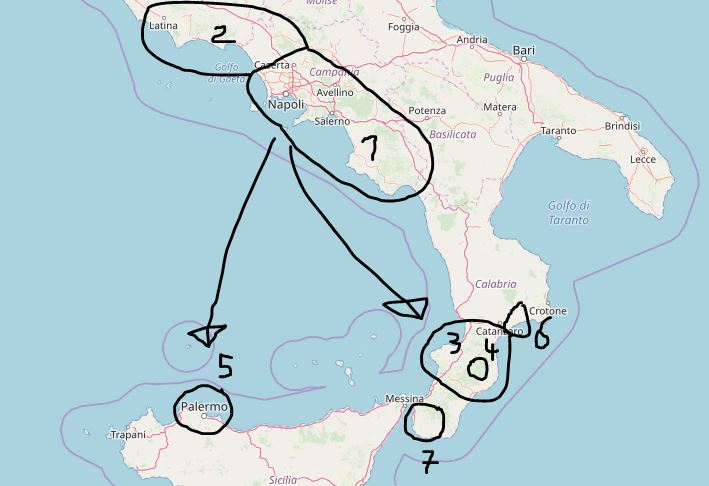
Diffusione della Zampogna nel regno delle Due Sicilie secondo gli studi di Ettore Castagna (2019). Il numero progressivo indica l'ordine cronologico di diffusione

La zampogna a chiave delle Serre si afferma nella prima metà del XIX secolo nell'area montana delle Serre calabresi ma si estende fino all'area dello Zomaro nella provincia reggina e della Pre-Sila catanzarese. La zampogna a chiave nasce a Napoli e lentamente si diffonde nell'area laziale e lucana. In Sicilia e Calabria arriverà via nave.
Lo strumento veniva usato per feste religione, per riti in ambito pubblico e privato

### XIX secolo
La zampogna a chiave arriverà nei primi venti anni del XIX secolo portata probabilmente dalla rotta navale Napoli-Pizzo utile per l'area industriale di Mongiana nelle Serre calabresi.
Nella seconda metà del XIX secolo nascerà la zampogna a moderna tipica dell'area grecanica.

### XX secolo
Durante il periodo fascista potrebbe iniziare ad essere usato il nome di zampogna a chiave romana, forse un tentativo di rendere lo strumento non inviso al regime, alla stregua della zampogna a paru siciliana di Vincenzo Calamita denominata "balilla".
I chanter e i maschi dei bordoni venivano costruiti con legno d'erica, di bosso, di giuggiolo o di mandorlo amaro mentre per il blocco e le campane veniva usato il gelso nero, l’acero, il noce ed il ciliegio.
Tra i costruttori storici di zampogne del secolo si annoverano Bruno Tassone (1896 - 1975) di Spadola, allievo di Ilario Fazzari di Ragonà (1872-1961) per l'area del vibonese, di Giuseppe Catanariti, Giuseppe d'Olivadi per il catanzarese, di Michelangelo Monteleone (1903 – 1991) di San Giorgio Morgeto per l'area dello Zomaro nel reggino.
Nella seconda metà del XX secolo nasce nella pre Sila crotonese una sua derivata: la Cornetta.
Tra gli anni '70 e '90 la Zampogna a chiave delle Serre, come tutti gli strumenti tradizionali, ebbe un forte declino a causa del rifiuto di tutto ciò che ricordava il mondo rurale di un tempo.

### Oggi
Negli ultimi 20 anni la Zampogna è ritornata ad essere usata ed è presente in gruppi folkloristici nonché in festival etno-musicali.
Le zampogne a chiave più diffuse sono la zampogna a chiave romana e la menziètta (mezza chiave).

## Costruttori
- Bruno Tassone (1896 - 1975) di Spadola
- Ilario Fazzari di Ragonà (1872-1961)
- Giuseppe Catanzariti
- Giuseppe d'Olivadi
- Giuseppe Pìappi Ranieri di Sant’Andrea sullo Ionio
- Pietro Piappi
- Michelangelo Monteleone (1903 – 1991) di San Giorgio Morgeto
- Michele Raschillà di Mammola (costruttore di ance)
- Giuseppe Capogreco (1960 - ) di Mammola
- Pasquale Lorenzo (1957) di Tropea